# Vissarion Sjebalin
Vissarion Jakovlevitj Sjebalin (ryska: Виссарион Яковлевич Шебалин), född 11 juni 1902 i Omsk, död 29 maj 1963 i Moskva var en rysk tonsättare.

## Biografi
Sjebalij fick sin utbildning vid konservatoriet i Moskva under bland andra Mjaskovskij. Han tog examen 1928 och undervisade sedan där. Han utnämndes 1935 till professor och var 1942–1948 direktör för konservatoriet.
Han har bland annat komponerat fem symfonier, ett antal stråkkvartetter, pianosonater, ett concertino för violin samt flera kantater och sånger. Operan Så tuktas en argbigga efter Shakespeares drama är kanske hans mest kända verk.
Sjebalin drabbades som många andra ryska tonsättare av utrensningarna under Stalin (iscensatta av Zjdanov), och blev avsatt från sin tjänst på konservatoriet 1948. Han rehabiliterades delvis under det töväder som följde diktatorns död, och i en kort biografinotis tryckt 1959 i en statlig utgåva av hans violinsonat nr 1 beskrivs han som en "utmärkt kompositör och framstående figur inom musikvärlden".[källa behövs]
Bland hans elever märks Sofija Gubajdulina och Edison Denisov. Sjebalins livsöde nämns i Tomas Tranströmers dikt Östersjöar (1974).

## Verk i urval

### Orkesterverk
- Symfoni nr 1 op.6 (1925)
- Symfoni nr 2 op.11 (1929)
- Symfoni nr 3 op.17 (1935)
- Symfoni nr 4 op.24 (1935)
- Symfoni nr 5 op.56 (1962)
- Symfoni Lenin op.16 (1931)
- Symfonietta op.43 (1949—1951)
- Svit nr 1 op.18 (1935)
- Svit nr 2 op.22 (1935)
- Svit nr 3 op.61 (1963)

### Konserter
- Konsert för violin op.21 (1936—1940)
- Konsert för violin och stråkorkester op.14/1 (1932)
- Konsert för violin och stråkorkester op.14/2 (1930)

### Vokalverk
- Солнце над степью op.27 (Sol över stäppen), opera (1939)
- Жаворонок op.37 (Lärkan), balett (1943)
- Москва op.38 (Moskva), kantat (1946)
- Укрощение строптивой op.46 (Så tuktas en argbigga), opera (1957)

### Kammarmusik
- Sonat för violin och viola op.35 (1944)
- Sonat för viola op.51/2 (1954)
- Sonat för violin op.51/1 (1958)
- Sonat för violoncell op.51/3 (1960)